# 鉛錘黨暴動

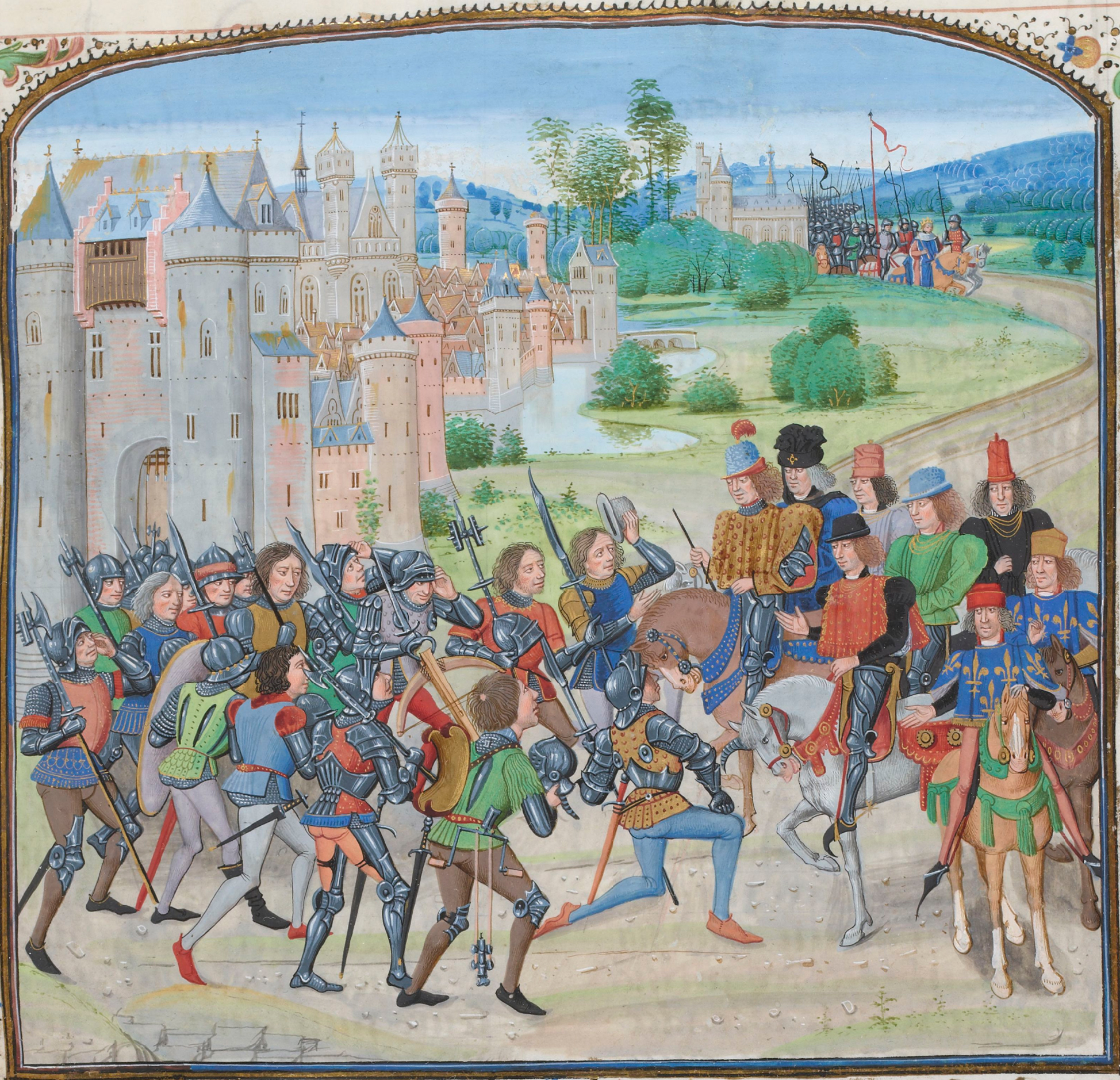
鉛錘黨暴動後，查理六世回到巴黎。出自尚·傅華薩著《大事記》中的插圖。

鉛錘黨暴動（法語：Révolte des Maillotins），又名請願者暴動（法語：Révolte de la Harelle；其中Harelle源自法語的呼救聲Haro，傳統上當權者若聞此求助聲則有義務進行干預）為1382年在法蘭西王國盧昂與巴黎發生的反重稅市民起義，隨後暴動延燒到法蘭西各地。當時法蘭西王國正處於百年戰爭中，經歷數十年的戰爭使王國遭嚴重破壞，又遭逢鼠疫肆虐，經濟嚴重衰退。國家的高稅收又使人民生活更加困苦。王國第二大城市盧昂位在英法戰爭的前線地帶，影響更為明顯。
法王查理五世臨終前廢除了之前所徵收的許多戰爭稅，然而在他去世後一年又重新開始徵稅，導致全國局勢緊張。數月後，由盧昂行會領導的局部叛亂在市內發生。年輕的法王查理六世和攝政王勃艮第公爵菲利普率軍前往鎮壓，然而軍隊才剛離開巴黎，巴黎市內也發生暴動。暴民以鉛錘為武器，因而得名「鉛錘黨」。軍隊調頭回巴黎對付起義軍後，才又前往盧昂平亂。盧昂的請願者領袖擔心起義軍會遭到和巴黎一樣的大規模處決而決定不抵抗。最後十二名請願者領袖被處決，盧昂市的特權被剝奪，由王室總督管轄，並處以十萬法郎的罰款。儘管王室成功鎮壓叛亂，但也無法再繼續徵稅，並且在接下來兩年各地都有效仿盧昂發生的反重稅暴動。
鉛錘黨暴動是中世紀晚期眾多平民起義之一，與同時期在英格蘭發生的瓦特·泰勒农民起义一樣，都是中世紀晚期危機的一部份。

## 背景

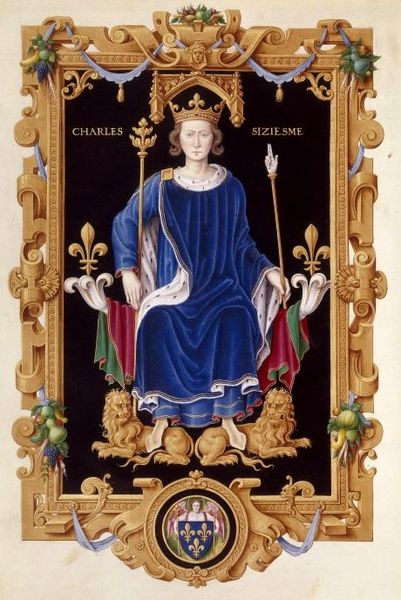
法王查理六世

法王查理五世于1380年去世，临终前在神父的建议下取消了所有王室税收，以便让他的灵魂更安穩地迎接来世。法蘭西王國正处于与英格蘭王國的百年战争之中。王国完全依赖王室税收来維持战争開銷，废除这些税收將导致战果在一段时间内崩溃。更糟的是，繼位的查理六世尚未成年，由他的三個叔叔勃艮第公爵菲利普、贝里公爵约翰和安茹公爵路易組成的攝政團把持朝政，然而三人對國策有著嚴重歧見。戰爭和鼠疫蹂躪了整個王國，重稅加劇許多地區的貧困，城市受到的影響尤大，然而人們為了城牆內的安全仍然選擇離開農村。在英格蘭王國也有類似的財政困難，高稅收導致1381年的農民起義。
1382年，攝政團達成一項共識，由勃艮第公爵菲利普負責行政管理。他多次嘗試讓法蘭西多個公國的議會和三級會議批准新稅收失敗，菲利普只好決定重新徵收鹽稅以及支援稅，即一種關稅。巴黎代表們於1月16日被國王召見，並被施壓批准徵收新稅。他們迫於壓力而同意，但這消息流入群眾。按照慣例，公爵任命包稅人收稅。

## 盧昂暴動

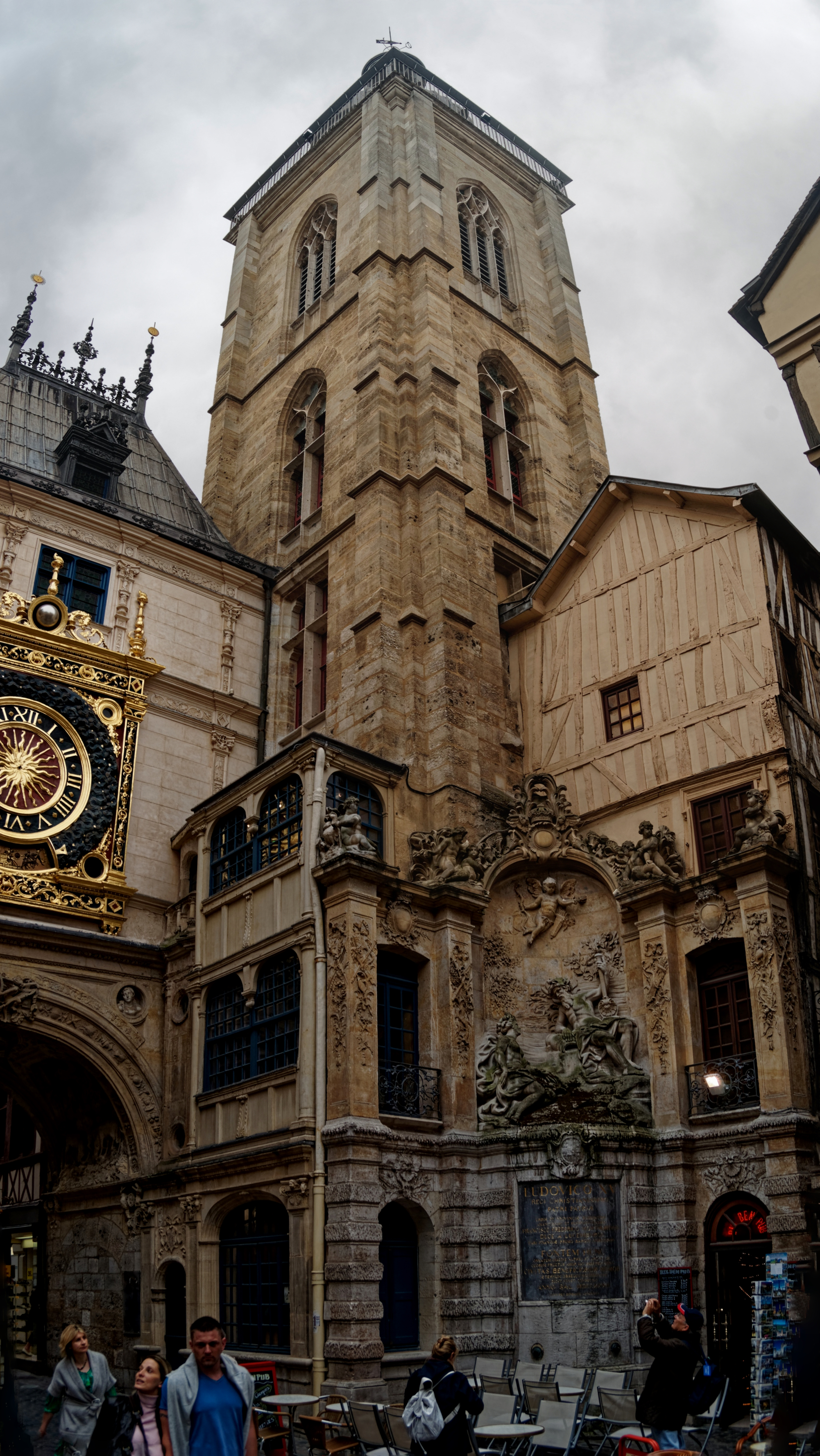
盧昂大教堂的钟楼，建于14世纪請願者暴動的时代。

由于重新徵税而爆发的第一场暴動发生在该国第二大城市盧昂。 2月24日，布商让·勒格拉（Jean le Gras）率领的一群人开始敲响该市會堂的大钟。另一群人占领并关闭了城门，一大群暴民迅速挤满了街道。暴徒主要来自城市最贫困的地区，当地一位编年史家称其为「la merdaille」（大致翻譯是「屎臭味的乌合之众」  ）。暴民最初的目标是富人、市议员、教堂和包税人。傷亡雖少但造成嚴重破壞。暴民洗劫城市每栋主要建筑。之後暴民領袖又將矛頭指向存放任何市政檔案的建築，所有包含租金、訴訟、債務、權利和特權證據的紀錄都遭到銷毀。
一群暴徒出城袭击了附近的圣旺修道院，在那里他们摧毁了绞刑架并进入修道院以取回该城市的特許狀。這份特許狀是路易十世在1315年類似的暴動後授予該城市的。修道院院长设法逃到附近的一座城堡，但修道院大部分已毁。特許狀被掛在一個柱子上於城市周邊遊行。它赋予公民重要的个人权利，但该文件平時很少被执行。城市首長被暴民包圍並被迫宣誓遵守特許狀。暴動持續三天，擁有盧昂封建權力的盧昂大主教威廉五世·德·雷斯壯格（William V de Lestranges）被捕，并被迫放弃对该市的所有权。 
勃艮第公爵从巴黎及其周边地区的驻军中召集了一支小军队，在查理六世和其他几位高级官员的陪同下出发前往盧昂。然而軍隊才剛離開巴黎兩天，巴黎就爆发了一场更激進的暴動，眾人只好迅速調頭返回首都。 

## 巴黎暴動

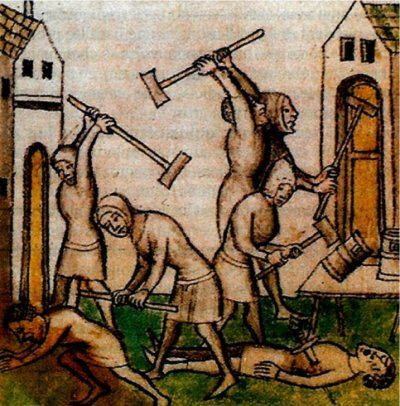
鉛錘黨暴動。出自15世紀佚名的編年史插畫。

3月3日，包稅人开始在巴黎征收新税。暴動在巴黎中央市場爆發，約五百人襲擊了包稅人的攤位，打死了數人。暴民迅速增長到數千人，他們襲擊了格列夫廣場尋找武器，並找到大量的鉛製大錘（法語：Maillets de plomb），編年史家尚·傅華薩因此將暴民稱為「鉛錘黨」（法語：Maillotins）。武裝後的暴民在城市中四處襲擊任何有價值的建築物：教堂、商行、富豪宅邸以及政府建築都遭到洗劫。安茹公爵的宅邸被佔領當作暴動總部。暴民開始襲擊富人、政府官員、業主和放債人。暴動演變成反猶運動，市內的猶太區遭到攻擊，殺死數百名猶太人，並強迫他們的孩子受洗。
巴黎王家衛隊隊長莫里斯·德·崔西圭迪（Maurise de Treseguidy）率领他的小隊試圖鎮暴。暴民迅速用鐵鍊封鎖街道攻擊衛兵迫使他們撤離。市政官員和大部分王室行政人員逃出城外，會見趕來的國王和軍隊。其餘的守軍鎮守在王家要塞大夏特萊內。
当国王于3月5日抵达巴黎城门时，勃艮第公爵與城墙上的暴民首领谈判。暴民向國王開出三個條件，若同意就會讓國王進入城市：取消所有王室稅收、釋放某些近幾個月被勃艮第公爵監禁的囚犯，並赦免所有參加這次暴動的群眾。公爵回答國王會釋放囚犯，但不會滿足其他要求。市內立刻發生新的暴動，暴民襲擊大夏特萊並殺害幾名無法逃脫的士兵。暴民將監獄中的囚犯全數釋放。到了晚間，暴動逐漸平息，市內的行會領袖逐漸穩定局勢，不過仍不肯開啟城門，要求和國王談判。國王和他的軍隊佔領了俯瞰城市的哨站，阻斷河運交通，切斷主要的食物供給路線。勃艮第公爵從他的領地內調動大軍，布列塔尼公爵和安茹公爵也率軍來平亂。 

## 平定
盧昂和巴黎暴動的消息传遍了法蘭西各地，许多地方也纷纷效仿。亚眠、迪耶普、法莱斯、卡昂、奥尔良和兰斯的叛軍都效仿盧昂和巴黎的模式占领城市。 城市遭到洗劫、富人遭到迫害、犹太人被放逐、行政資料被毁。法蘭西南部发生更多的叛乱，朗格多克的階級會議原先正在討論新稅法，但在未獲結果的情況下解散了。富瓦伯爵加斯東三世起兵奪取圖盧茲，否認貝里公爵對南法的統帥權，並實行自治。在如普羅旺斯、布列塔尼與勃艮第等擁有較高自治權的地區，因為王室無徵稅權而沒有發生叛亂。由於叛亂導致無法徵稅，又因為沒有徵稅而無法徵召大軍，王室最終只好妥協。國王同意廢除新稅，並赦免所有暴民，但必須接受調停處分。在國王獲准進入巴黎後，暴民領袖被圍捕並處決。
巴黎的局勢穩定後，國王和公爵再度率軍前往盧昂。當他們在3月29日抵達時，盧昂直接開城投降。暴民領袖害怕被處決，但大多數人被赦免，只有12位領袖被處決。他們沒收了城市的大鐘，並象徵性地破壞了城門，處以十萬法郎罰款。盧昂市的特許狀被撤銷，重新置於王室總督的管轄下。
動亂平定後，政府無法在短時間內重新徵收戰爭所需要的稅款，而且必須付出相當大的努力才能在叛亂城市重新樹立威信。國王拒絕召開三級會議，但許多地方議會被召集到康白尼開會，在那做出小幅稅收讓步以支持部分戰爭開銷。在接下來一年裡，勃艮第公爵制定一項加強政府地位的計畫，並逐步逮捕和處決了敵對分子。直到1387年，最後一項稅收問題在利於王室的情況下解決。政府財政崩潰促使王室與英格蘭談判達成勒蘭岡停戰協議，這份長達數年的休戰協議也給了英格蘭重建軍力的喘息時間。